# آندولن
آندولَن (به فرانسوی: Andelain) یک کمون در فرانسه است که در پیکاردی واقع شده‌است.

## خصوصیات
آندولَن ۲٫۹۱ کیلومترمربع مساحت و ۱۸۶ نفر جمعیت دارد و ۱۱۲ متر بالاتر از سطح دریا واقع شده‌است.